# Пантемис, Джеймс
Джеймс Пантемис (англ. James Pantemis; род. 21 февраля 1997, Киркленд, Квебек) — канадский футболист греческого происхождения, вратарь клуба «Портленд Тимберс».

## Клубная карьера
Пантемис начал заниматься футболом в команде «Пьерфон» в возрасте четырёх лет, а затем играл за команду «Лейкшор», прежде чем присоединиться к академии «Монреаль Импакт» в 2014 году. В 2016 году привлекался к матчам за фарм-клуб «Импакта» в USL «Монреаль», сыграв два раза. 13 ноября 2017 года Пантемис подписал с «Монреаль Импакт» контракт по правилу доморощенного игрока, вступающий в силу в начале сезона 2018. За «Импакт» дебютировал 24 июля 2019 года в матче Первенства Канады против «Йорк 9». 6 марта 2020 года Пантемис был отдан в аренду клубу Канадской премьер-лиги «Валор». За «Монреаль Импакт» в MLS дебютировал 14 октября в матче против «Нью-Инглэнд Революшн». 25 января 2021 года Пантемис подписал с «Клёб де Фут Монреаль» новый контракт на следующие два сезона с опцией продления на сезон 2023. По окончании сезона 2022 «КФ Монреаль» не воспользовался опцией продления контракта Пантемиса, но 15 декабря 2022 года клуб подписал с игроком новый контракт на сезон 2023 с опциями продления на сезоны 2024 и 2025. По окончании сезона 2023 «Клёб де Фут Монреаль» не стал продлевать контракт с Пантемисом.
5 января 2024 года Пантемис подписал контракт с «Портленд Тимберс» до конца сезона 2025 с опцией продления на сезон 2026. За «Тимберс» он дебютировал 24 февраля в матче стартового тура сезона 2024 против «Колорадо Рэпидз».

## Международная карьера
В марте 2021 года в составе сборной Канады до 23 лет Пантемис принял участие в отборочном турнире Олимпийских игр 2020 в зоне КОНКАКАФ.
Пантемис был включён в состав сборной Канады на чемпионат мира 2022.

## Достижения
Командные
 «Клёб де Фут Монреаль»
- Победитель Первенства Канады: 2019